# Mètode (revista)
Mètode és una revista en català especialitzada en la difusió de la recerca científica. Fou fundada l'any 1992 amb l'objectiu de ser un pont entre la ciència i la societat. Editada per la Universitat de València difon tant els treballs de recerca realitzats en aquest centre com en altres centres de recerca. Dirigida des de l'any 1999 per Martí Domínguez, actualment té un tiratge d'uns 4.000 exemplars i la seua vocació de difusió de la ciència és tan àmplia que comprèn des de les ciències bàsiques i naturals fins a alguns vessants de les humanitats i ciències socials.
Els continguts de la revista abasten un ampli ventall de disciplines. Des de les ciències pures com la matemàtica, la física, la química, la biologia… o les ciències mixtes o de caràcter més social, com l'economia, la sociologia i la lingüística.
Actualment, el tiratge de Mètode és de 4.000 exemplars que es distribueixen entre departaments universitaris, centres de recerca, instituts i particulars. En total, al voltant de 3.500 subscriptors exemplifiquen l'èxit de la revista dins d'un mercat gens fàcil.
Des de l'any 2000 fins al 2010, la revista Mètode publicà en espanyol els Anuaris corresponents a cada any. En aquests s'hi trobava un recull dels textos més interessants publicats al llarg d'un any. Des del número 65 (any 2010), la revista es publica simultàniament en català i espanyol. Des de l'any 2011 Mètode també publica un anuari en anglès, com a manera de potenciar internacionalment els continguts de la revista en aquesta llengua majoritària dins el món científic i acadèmic.

## Evolució
Mètode va néixer el 1992 com una publicació de difusió interna de la Universitat de València. És a dir, era un mitjà per donar a conèixer els diversos grups de recerca entre ells, juntament amb les investigacions que es duien a terme a cada departament. El 1999, Martí Domínguez en va assumir la direcció i va ser llavors quan va començar a obrir-se a les col·laboracions externes, amb autors provinents de l'àmbit català, castellà i europeu. Alhora, va impulsar un disseny atractiu a tot color, on la imatge i l'atractiu visual s'equiparava a la qualitat dels continguts. Va ser així com es va arribar a convertir en un producte de pensament científic.
Una revista trimestral, amb la pretensió de convertir-se en un nexe entre les universitats i altres centres de recerca, i la societat. Una funció que persegueix fomentar el debat i la reflexió al voltant dels avenços científics. A més dels col·laboradors externs, 'Mètode' compta amb la participació de professionals del món de les lletres i les humanitats, amb escriptors que brinden una informació transversal o, fins i tot, amb artistes que ofereixen la seva particular visió de la ciència. Una comunicació que ha incidit en la unió de les anomenades 'dues cultures'. I és precisament aquest caràcter transversal el que ha fet que la publicació tingui un públic molt divers.
Cal pensar que, d'una banda, es tracta d'una revista d'alta divulgació, dirigida a un lector universitari, però, de l'altra, ofereix un tractament atractiu i un format periodístic que la situa a l'abast de tothom. A més, al voltant han sorgit tota una sèrie de productes com l'anuari, la pàgina web o la sèrie de llibres de divulgació 'Monografies Mètode'. Tot sempre amb el mateix objectiu: fer la ciència accessible i atractiva.
Des de la seua aparició el 1992 la revista ha anat canviant substancialment fins a convertir-se en una publicació de referència. Als seus inicis era una revista institucional, mitjançant la qual es donava a conèixer les investigacions i recerques que es duien a terme a l'àmbit de la Universitat de València. Amb el pas del temps i la modernització de la revista, els continguts van anar obrint-se més cap a altres universitats nacionals i internacionals.
Ara com ara, la revista es publica en color, amb una enquadernació en rústica i forma un cos d'unes 150 pàgines.
Antecedents de Mètode en la premsa de divulgació científica i tecnològica en llengua catalana ho van ser les revistes Ciència (en dues etapes, del 1926 al 1933 i del 1980 al 1991) i la revista Quaderns Tècnics (del 1985 al 1990).

## Reconeixements
L'any 2009 Mètode rebia diversos premis. D'una banda, el premi Manuel Castillo, atorgat pel Patronat Sud-Nord de la Universitat de València. Aquest guardó mira de distingir els treballs periodístics i d'investigació que tracten sobre la pau i la cooperació entre nacions. En aquest sentit, el jurat va reconèixer la contribució del monogràfic Ciència i exili. La diàspora dels científics republicans a l'estudi de l'exili científic després de la Guerra Civil i de les conseqüències en l'àmbit de la col·laboració científica internacional que va tenir en aquest sentit.
El mateix any 2009 la revista Mètode va rebre el Premi Prisma Especial del Jurat 2009 durant la gala d'entrega dels Premis Prismas Casa de las Ciencias a la Divulgació. El guardó, que s'atorga anualment a persones o institucions destacades en la tasca de la divulgació científica, pretén reconèixer «l'esforç continuat de divulgació de qualitat» de la revista Mètode, així com la «implicació d'una universitat en la promoció de la cultura científica».
El 2 d'abril de 2009, Els nostres naturalistes, monografia publicada per Mètode, va ser guardonada amb el prestigiós Premi Crítica Serra d'Or dins de l'apartat de Recerca, uns guardons que premien les obres més destacades publicades durant l'any anterior.
Mètode va estar guardonada el gener de 2008 per l'Associació de Publicacions Periòdiques en Català (APPEC) amb el premi APPEC 2007 a la millor publicació dins la novena edició d'aquests premis. El jurat va voler destacar de Mètode que «amb l'objectiu inicial de servir de pont entre la ciència i la societat i de cobrir el buit de publicacions de divulgació científica en català, ha esdevingut una de les millors revistes europees sobre ciència i pensament».
Martí Domínguez, director de la revista Mètode, va rebre al novembre de 2007 el Premi Nacional de Periodisme, que atorga el Departament de Cultura i Mitjans de Comunicació de la Generalitat de Catalunya. Aquest guardó premia la seua labor com a director de la revista de divulgació que edita la Universitat de València, “reconeguda a nivell europeu per la qualitat dels seus continguts sobre ciència i pensament”.
A proposta de diversos experts en matèria mediambiental i de la natura, l'organització del Simposi Internacional de Natura i Fotografia va atorgar en març de 2007 el premi EDC Natura a la Divulgació de la Natura a Mètode. El premi va reconèixer i destacar el treball d'investigació i desenvolupament que ha realitzat la revista que dirigeix Martí Domínguez, a través dels nombrosos articles de divulgació científica que contribueixen al coneixement de les espècies i a la seua conservació.
L'any 2006, va resultar guardonada amb el primer premi de la setena edició del Concurs "Ciencia en Acción 2006", dins de la modalitat de Treballs de Divulgació Científica. La final del concurs, que va tindre lloc en el Museu CosmoCaixa d'Alcobendas (Castella) en octubre de 2006 va reunir més de vuitanta treballs distribuïts en onze modalitats diferents. Mètode va competir amb nou treballs de divulgació científica de temàtica diversa.

## Monografies[11]
Monografies Mètode és una col·lecció de llibres de divulgació que han tractat diferents temes de la història de la ciència i que compten amb edicions acurades i il·lustrades. Amb un caràcter eminentment divulgatiu, els diferents títols de la col·lecció ens permeten descobrir nous aspectes i aprofundir en el nostre coneixement sobre personatges de la història de la ciència com ara Einstein, els nostres naturalistes o Charles Darwin.
Les monografies publicades són: Albert Einstein. El seu segle i la seua ciència (J. A. de Azcárraga, 2005), Els nostres naturalistes (J. M. Camarasa i J. I. Català, 2 volums, 2008), l'Autobiografia de Charles Darwin (ed. Nora Barlow, trad. J. Terradas, pròleg M. Martí Domínguez, 2009), Bestiari (X. Bellés, 2010), Oxigen. Una obra en 20 escenes (Carl Djerassi i Roald Hoffmann, 2011), Herbari: Viure amb les Plantes (D. Climent i F. Zurriaga, 2012), Científics lletraferits (Jordi de Manuel i Salvador Macip, 2014) i El jardí animat (M. J. Carrau, P. Rey i O. Ibáñez, 2015).